# Facundo González
Facundo González Molino (Montevideo, 6 de junio de 2003) es un futbolista uruguayo . Juega como defensa central en Juventus de Turín de la Serie A, máxima categoría del fútbol italiano. Fue parte de la selección sub-20 de Uruguay campeona del mundo en 2023, también ha sido convocado a la selección absoluta de Uruguay.

## Trayectoria
Para la pretemporada 2022-23 Gennaro Gattuso, el entrenador del plantel absoluto de Valencia Club de Fútbol, convocó a Facundo para ser parte de la preparación, incluso estuvo en el banco de suplentes con el dorsal 98 en un partido amistoso contra Borussia Dortmund en el Cashpoint Arena, ganaron 1-3 pero no tuvo minutos.
El 8 de agosto de 2023 fue anunciado oficialmente su fichaje por Juventus de Turín. Luego de entrenar unas semanas con la Juve fue cedido a Sampdoria para tener rodaje en la temporada 2023-24.
Debutó en el profesionalismo el 24 de septiembre, en la fecha 6 de la Serie B, el entrenador Andrea Pirlo lo hizo ingresar en los minutos finales para jugar contra Parma y empataron 1-1. En la fecha 9 fue titular por primera vez, mostró un buen nivel y convenció al entrenador por lo que culminó el 2023 en cada once inicial posible.
Tras 30 partidos con Sampdoria, en julio de 2024 regreso de su cesión a Juventus para realizar la pretemporada. A finales de agosto el Feyenoord de Países Bajos obtuvo su cesión abonando 500 000 euros, con una opción de compra por 6 000 000 euros.

## Selección nacional

### Juveniles
González ha sido internacional con la selección de Uruguay en la categoría sub-20.
En julio de 2022 el cuerpo técnico de la selección sub-20 de Uruguay realizó por primera vez un campus en Segovia, España, para entrenar con jugadores uruguayos, o de raíces uruguayas, que militan en el fútbol europeo, Facundo fue invitado pero no pudo asistir debido a que fue parte de la pretemporada del primer equipo de Valencia.
El 1° de septiembre fue convocado por primera vez para ser parte de un cuadrangular internacional amistoso en Maldonado y defender a la sub-20 de Uruguay. Debutó con la Celeste el 7 de septiembre de 2022, fue titular contra la selección de Uzbekistán y ganaron 3-1.
En el comienzo de 2023 se dio a conocer la lista definitiva para participar del Campeonato Sudamericano Sub-20 y Facundo fue confirmado por el entrenador Marcelo Broli. Debutó en el Sudamericano Sub-20 el 22 de enero de 2023, fue titular para enfrentar a Chile, combinado al que derrotaron 0-3. Tras cuatro victorias y un empate, Uruguay clasificó al hexagonal final.
El 31 de enero González anotó su primer gol con Uruguay, fue contra la selección local Colombia ante más de 37 mil espectadores en el Estadio El Campín, gracias a su tanto ganaron 0-1.
Tras 7 partidos ganados, 1 empatado y 1 perdido, Uruguay logró el subcampeonato y se clasificaron a la Copa Mundial Sub-20 y a los Juegos Panamericanos. Facundo estuvo presente en 7 encuentros, fue parte de la zaga titular junto a Sebastián Boselli.
Fue convocado a la Copa Mundial, en la cual tuvieron una gran actuación y se coronaron campeones del mundo, tras vencer a Italia en la final. Facundo nuevamente fue parte de la zaga titular durante todo el torneo.

### Absoluta
El 2 de junio de 2023 fue convocado por primera vez a la selección mayor de Uruguay por el entrenador Marcelo Bielsa. Estuvo en el banco de suplentes por primera vez del 20 de junio en un partido amistoso contra Cuba en el Estadio Centenario, no tuvo minutos pero ganaron 2-0.

## Estadísticas

### Clubes
Actualizado al último partido citado el 12 de abril de 2025.
| Club                             | Div.          | Temporada     | Liga  | Liga  | Liga   | Copas nacionales | Copas nacionales | Copas nacionales | Copas internacionales | Copas internacionales | Copas internacionales | Total | Total | Total  |
| Club                             | Div.          | Temporada     | Part. | Goles | Asist. | Part.            | Goles            | Asist.           | Part.                 | Goles                 | Asist.                | Part. | Goles | Asist. |
| -------------------------------- | ------------- | ------------- | ----- | ----- | ------ | ---------------- | ---------------- | ---------------- | --------------------- | --------------------- | --------------------- | ----- | ----- | ------ |
| Valencia C. F. Mestalla · España | 3.ª           | 2020-21       | 20    | 0     | 0      | —                | —                | —                | —                     | —                     | —                     | 20    | 0     | 0      |
| Valencia C. F. Mestalla · España | 5.ª           | 2021-22       | 23    | 3     | 0      | —                | —                | —                | —                     | —                     | —                     | 23    | 3     | 0      |
| Valencia C. F. Mestalla · España | 4.ª           | 2022-23       | 17    | 1     | 0      | —                | —                | —                | —                     | —                     | —                     | 17    | 1     | 0      |
| Valencia C. F. Mestalla · España | Total club    | Total club    | 60    | 4     | 0      | 0                | 0                | 0                | 0                     | 0                     | 0                     | 60    | 4     | 0      |
| U. C. Sampdoria · Italia         | 2.ª           | 2023-24       | 29    | 2     | 1      | 1                | 0                | 0                | —                     | —                     | —                     | 30    | 2     | 1      |
| U. C. Sampdoria · Italia         | Total club    | Total club    | 29    | 2     | 1      | 1                | 0                | 0                | 0                     | 0                     | 0                     | 30    | 2     | 1      |
| Feyenoord · Países Bajos         | 1.ª           | 2024-25       | 6     | 0     | 0      | 2                | 0                | 0                | 2                     | 0                     | 0                     | 10    | 0     | 0      |
| Feyenoord · Países Bajos         | Total club    | Total club    | 6     | 0     | 0      | 2                | 0                | 0                | 2                     | 0                     | 0                     | 10    | 0     | 0      |
| Total carrera                    | Total carrera | Total carrera | 95    | 6     | 1      | 3                | 0                | 0                | 2                     | 0                     | 0                     | 100   | 6     | 1      |
| 1. 2.                            |               |               |       |       |        |                  |                  |                  |                       |                       |                       |       |       |        |

### Selección
Actualizado al último partido citado el 20 de junio de 2023.
| Selección          | Temporada         | Continental | Continental | Continental | Mundial | Mundial | Mundial | Amistosos | Amistosos | Amistosos | Total | Total | Total  |
| Selección          | Temporada         | Part.       | Goles       | Asist.      | Part.   | Goles   | Asist.  | Part.     | Goles     | Asist.    | Part. | Goles | Asist. |
| ------------------ | ----------------- | ----------- | ----------- | ----------- | ------- | ------- | ------- | --------- | --------- | --------- | ----- | ----- | ------ |
| Sub-20 · Uruguay   | 2022              | -           | -           | -           | -       | -       | -       | 4         | 0         | 0         | 4     | 0     | 0      |
| Sub-20 · Uruguay   | 2023              | 7           | 1           | 0           | 7       | 0       | 0       | 2         | 0         | 0         | 16    | 1     | 0      |
| Sub-20 · Uruguay   | Total sel.        | 7           | 1           | 0           | 7       | 0       | 0       | 6         | 0         | 0         | 20    | 1     | 0      |
| Absoluta · Uruguay | 2023              | -           | -           | -           | -       | -       | -       | 0         | 0         | 0         | 0     | 0     | 0      |
| Absoluta · Uruguay | Total sel.        | 0           | 0           | 0           | 0       | 0       | 0       | 0         | 0         | 0         | 0     | 0     | 0      |
| Total selecciones  | Total selecciones | 7           | 1           | 0           | 7       | 0       | 0       | 6         | 0         | 0         | 20    | 1     | 0      |
| 1. 2.              |                   |             |             |             |         |         |         |           |           |           |       |       |        |

## Palmarés

### Títulos internacionales
| Título              | Equipo               | País      | Año  |
| ------------------- | -------------------- | --------- | ---- |
| Copa Mundial Sub-20 | Selección de Uruguay | Argentina | 2023 |